# 陆偁
陆偁（1457年12月18日—1540年），字君美，號碧洲，浙江鄞县（今寧波市）人，明朝政治人物，進士出身。

## 生平
弘治五年壬子科浙江鄉試第二十名舉人，六年癸丑科（1493年），陆偁考中二甲八十二名进士。九年六月都察院理刑，十年八月实授江西道監察御史，十四年巡按福建，十八年（1505年）十二月升福建按察副使，巡视海道。当时海盗充斥东南沿海，抢劫焚烧居民宅第，陆偁组织操练地方武装抗击。陆偁用军队编入出海的船队，严格盘查，确定赏罚，并加强警备，沿海治安好转。
陆偁在山东御史任上，明孝宗得知他擅自变革均徭则例、裁减夫役，非常不满，很想治他的罪。刘健为陆偁辩护，认为陆偁所做的“多是革弊兴利，岂可罪之乎？”明孝宗仍然坚持自己的想法，认为陆偁“纵不深罪，亦须薄惩。今府县往往违诏乱法，更赋变法，刻为成书，肆行于时，漫无纠举者。”
明孝宗弘治十四年（1501年），陆偁（时在山东巡按御史任上）曾聘请王守仁（时任刑部云南司主事）出任山东乡试考官。王守仁赴任，之后游历了泰山，并作诗题词留念。明孝宗弘治十七年（1504年），亦派遣专人礼聘蔡清，请他主持山东鄉试。但蔡清辞谢没有赴任。

## 家族
曾祖陆应祥，祖父陸琦，父陆垸，贈监察御史；母钱氏，贈孺人。永感下。兄陆偕、陆仪、陆儦（字文亨，號簡菴）、陆佾
。